# Pont d'Alconétar
Le pont d'Alconétar (en espagnol Puente de Alconétar) était un pont romain près de Garrovillas de Alconétar en Estrémadure, région de l'Espagne.

## Description
Le pont mesurait 290 m de longueur et possédait ca. 16 arcs segmentaires ou semi-circulaires. Construit probablement entre 98 et 138, il est un des plus vieux ponts en arc surbaissé dans le monde.

### Sources
- (de) Cet article est partiellement ou en totalité issu de l’article de Wikipédia en allemand intitulé « Puente de Alconétar » (voir la liste des auteurs).